# توسه
توسه (به سوئدی: Tösse) یک منطقهٔ مسکونی در سوئد است که در بخش آومال واقع شده‌است.

## خصوصیات
توسه ۰٫۵۸ کیلومترمربع مساحت و ۳۰۵ نفر جمعیت دارد.